# ژورنان
ژورنان (به فرانسوی: Journans) یک کمون در فرانسه است که در Canton of Pont-d'Ain واقع شده‌است.

## خصوصیات
ژورنان ۲٫۴۳ کیلومترمربع مساحت و ۳۱۵ نفر جمعیت دارد و ۲۹۰ متر بالاتر از سطح دریا واقع شده‌است.